# Billund
Billund é um município dinamarquês localizado na região da Dinamarca do Sul.
O município tem uma área de 155 km² e uma  população de 8 647 habitantes, segundo o censo de 2004.
Em Billund localiza-se a principal fábrica da Europa da Lego, que produz cerca de 72 milhões de peças diárias.